# Revue des études islamiques
La Revue des études islamiques a été créée en 1927 par Louis Massignon, professeur au Collège de France. Elle paraît en publication trimestrielle.
Sa publication s'arrête en 1998.